# 毛叶扬子铁线莲
毛叶扬子铁线莲（学名：Clematis ganpiniana var. subsericea）为毛茛科铁线莲属下的一个变种。

## 扩展阅读
- 維基物種上的相關：毛叶扬子铁线莲